# Shawn Sawyers
Shawn Sawyers (Portmore, 19 settembre 1976) è un ex calciatore giamaicano, di ruolo portiere.

## Carriera

### Club
Ha sempre giocato nel campionato giamaicano.

### Nazionale
Con la maglia della Nazionale ha esordito nel 2002 e collezionato 24 presenze sino al 2009.